# Noruega nos Jogos Olímpicos de Verão de 2012
A Noruega competiu nos Jogos Olímpicos de Verão de 2012, que aconteceram na cidade de Londres, no Reino Unido, de 27 de julho até 12 de agosto de 2012.

## Desempenho

### Atletismo
Os atletas da Noruega até agora alcançaram índices de classificação nos seguintes eventos (máximo de três atletas por índice A e um por índice B):
Eventos com um atleta classificado por índice A:
- 100 m masculino
- 200 m masculino
- Arremesso de dardo masculino
- 50 km marcha atlética masculino
- 100 m feminino
- 100 m com barreira feminino

Eventos com um atleta classificado por índice B:
- 3000 m com obstáculos masculino
- Lançamento de martelo masculino
- 800 m feminino
- 1500 m feminino
- Maratona feminina
- 3000 m com obstáculos feminino
- 400 m com barreiras feminino
- Salto em altura feminino
- Salto com vara feminino
- Lançamento de martelo feminino
- Heptatlo feminino

### Handebol
O time de handebol feminino da Noruega participará das Olimpíadas como campeão europeu e como defensor do título
- Evento feminino de times - 1 time de 14 jogadores

### Natação
Feminino
| Atletas         | Evento          | Eliminatórias | Eliminatórias | Semifinal   | Semifinal   | Final       | Final       |
| Atletas         | Evento          | Tempo         | Posição       | Tempo       | Posição     | Tempo       | Posição     |
| --------------- | --------------- | ------------- | ------------- | ----------- | ----------- | ----------- | ----------- |
| Sara Nordenstam | 200 m peito     | 2min27s90     | 23º           | Não avançou | Não avançou | Não avançou | Não avançou |
| Ingvild Snildal | 100 m borboleta | 59s01         | 22º           | Não avançou | Não avançou | Não avançou | Não avançou |
| Ingvild Snildal | 200 m borboleta | 2min10s99     | 18º           | Não avançou | Não avançou | Não avançou | Não avançou |
| Sara Nordenstam | 400 m medley    | 4min51s28     | 30º           |             |             | Não avançou | Não avançou |

### Remo
Masculino
| Equipe                       | Evento           | Eliminatórias | Eliminatórias | Repescagem | Repescagem | Quartas | Quartas  | Semifinal | Semifinal | Final   | Final                |
| Equipe                       | Evento           | Tempo         | Posição       | Tempo      | Posição    | Tempo   | Posição  | Tempo     | Posição   | Tempo   | Posição (Pos. final) |
| ---------------------------- | ---------------- | ------------- | ------------- | ---------- | ---------- | ------- | -------- | --------- | --------- | ------- | -------------------- |
| Olaf Tufte                   | Skiff simples    | 7m00s90       | 2º Q          | BYE        | BYE        | 6m55s36 | 3º S A/B | 7m35s31   | 6º FB     | 7m18s15 | 3º (9º)              |
| Nils Jakob Hoff Kjetil Borch | Skiff duplo      | 6m16s31       | 1º S          | BYE        | BYE        |         |          | 6m22s88   | 4º FB     | 6m20s82 | 1º (7º)              |
| Kristoffer Brun Are Strandli | Skiff duplo leve | 6m34s00       | 2º S A/B      | BYE        | BYE        | 6m39s59 | 4º FB    | 6m32s82   | 3º (9º)   |         |                      |

### Tiro
Masculino
| Atleta            | Evento              | Qualificação | Qualificação | Final       | Final       | Posição |
| Atleta            | Evento              | Placar       | Posição      | Placar      | Total       | Posição |
| ----------------- | ------------------- | ------------ | ------------ | ----------- | ----------- | ------- |
| Ole Magnus Bakken | Carabina de ar 10 m | 597          | 6º           | 94.5        | 691.5       | 8º      |
| Are Hansen        | Carabina de ar 10 m | 594          | 14º          | Não avançou | Não avançou | 14º     |
| Tore Brovold      | Skeet masculino     | 113          | 27º          | Não avançou | Não avançou | 27º     |

### Tiro com arco
| Atleta       | Prova                | Rodada de classificação | Rodada de classificação | Ronda dos 64                                  | Ronda dos 32                      | Ronda dos 16                         | Quartos-finais         | Semifinais             | Final                  | Final       |
| Atleta       | Prova                | Placar                  | Pos.                    | Adversário e resultado                        | Adversário e resultado            | Adversário e resultado               | Adversário e resultado | Adversário e resultado | Adversário e resultado | Pos.        |
| ------------ | -------------------- | ----------------------- | ----------------------- | --------------------------------------------- | --------------------------------- | ------------------------------------ | ---------------------- | ---------------------- | ---------------------- | ----------- |
| Bard Nesteng | Individual masculino | 669                     | 21º                     | JPN H. Kikuchi V 0-2, 1-1, 2-0, 0-2, 2-0, 1-0 | USA J. Wukie V 0-2, 2-0, 2-0, 2-0 | JPN T. Furukawa D 0-2, 0-2, 2-0, 0-2 | Não avançou            | Não avançou            | Não avançou            | Não avançou |